# Terrette
La Terrette est une rivière française de Normandie, affluent de la Taute (rive droite) et sous-affluent de la Douve, dans le département de la Manche.

## Géographie
La Terrette prend sa source au nord du territoire de la commune de Cerisy-la-Salle et prend la direction du nord-est puis du nord. Elle se joint aux eaux de la Taute, dans les marais du Cotentin et du Bessin entre les communes de Tribehou et Graignes-Mesnil-Angot, après un parcours de 29,2 km à l'ouest du Pays saint-lois.

## Bassin et affluents
Le bassin de la Terrette est très étroit, la rivière s'écoulant du sud vers le nord entre les proches bassins du Lozon (autre affluent de la Taute) à l'ouest et de la Vire à l'est. De ce fait, ses affluents sont courts et très peu nombreux, le plus long étant le ruisseau de Losque (9,8 km) qui conflue en limite des Champs-de-Losque et du Hommet-d'Arthenay après un cours parallèle sud-nord.
À partir d'Amigny, la rivière entre dans le périmètre du parc naturel régional des Marais du Cotentin et du Bessin.

### Affluents
- Le Ruisseau de Belle-Eau (rive droite)
  - Le Vautrel
- La Losque ou ruisseau de Losque (rive gauche)
  - La Losquette
  - Ruisseau du Marais du Hommet
- Ruisseau du Port au Féron (rive droite)
- Ruisseau du Port (rive droite)

## Communes traversées
- Cerisy-la-Salle (source, puis limite nord),
- Cametours (en limite sud),
- Carantilly,
- Quibou,

puis limite entre :
- Canisy, Hébécrevon, Pont-Hébert, d'une part à l'est,
- Le Mesnil-Amey, La Chapelle-en-Juger, Amigny, d'autre part à l'ouest ;

Elle traverse ensuite le territoire du Hommet-d'Arthenay, puis est de nouveau limite entre :
- Le Hommet-d'Arthenay, Graignes-Mesnil-Angot à l'est,
- Les Champs-de-Losque, Tribehou, à l'ouest.

## Vallée de la Terrette
- Château de Carantilly.
- Château du Mesnil-Amey.
- Château de la Roque à Hébécrevon.
- Château d'Amigny.

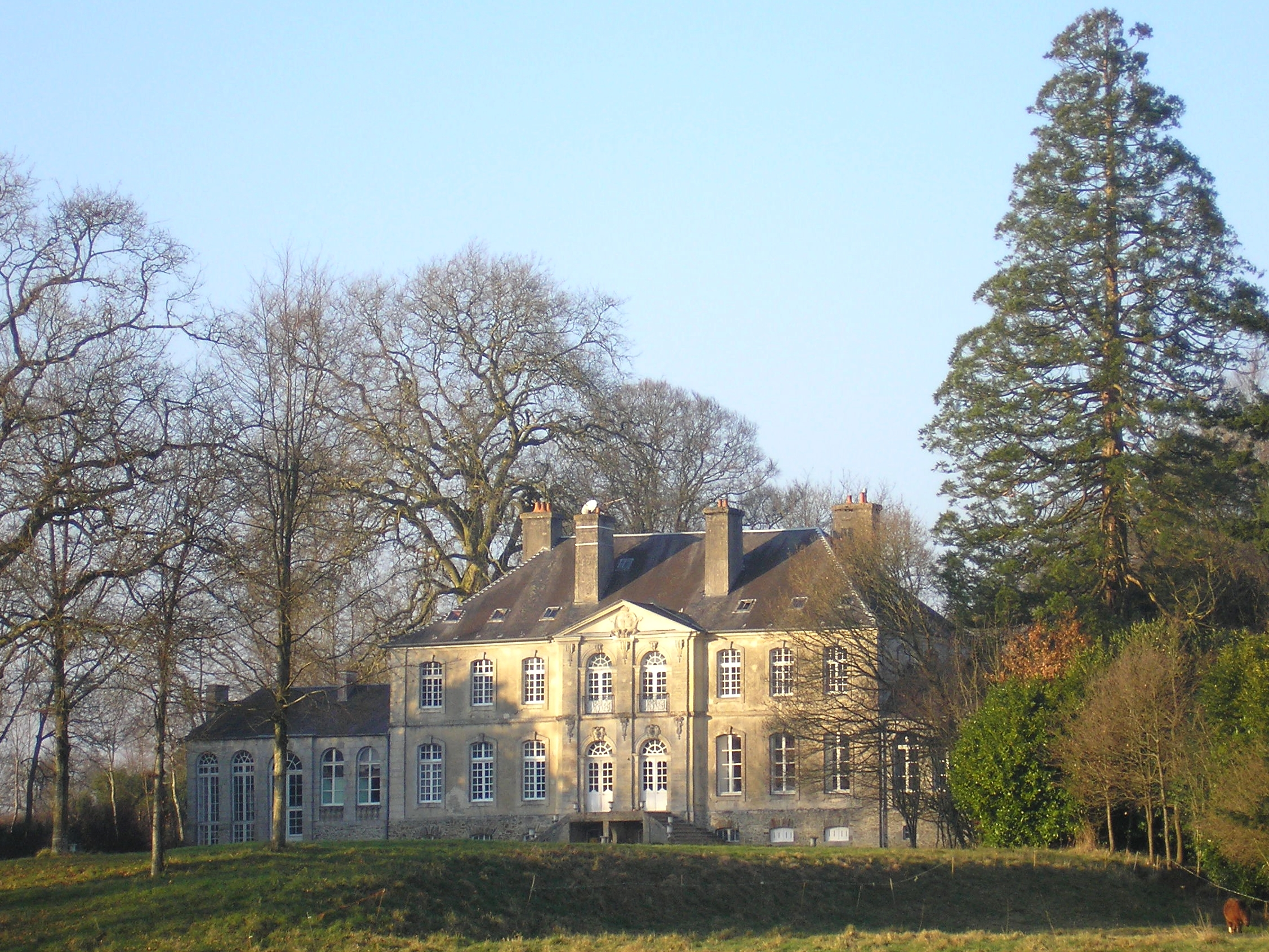
Le château de Carantilly.

Elle traverse le lycée agricole de Saint-Lô Thère